# Bas Rutten
Sebastiaan "Bas" Rutten (Tilburgo, 24 de fevereiro de 1965) é um ex-lutador neerlandês de artes marciais mistas (MMA) e kickboxer.
Ele foi campeão do peso-pesado do UFC e ganhou o título King of Pancrase três vezes. Encerrou sua carreira após uma sequência de 22 lutas sem derrota (21 vitórias, 1 empate).
Foi o primeiro europeu a ser campeão do UFC sendo seguido por Andrei Arlovski, Joanna Jędrzejczyk, Conor McGregor, Michael Bisping, Germaine de Randamie e Khabib Nurmagomedov.
Participou do filme Professor Peso Pesado como o ex-lutador de MMA Niko